# Pałac w Sobocie
Pałac w Sobocie – wybudowany w XIV wieku pałac w Sobocie koło Lwówka Śląskiego. Zniszczony w 1948 r.

## Położenie
Pałac położony był w Sobocie – wsi sołeckiej w Polsce, w województwie dolnośląskim, w powiecie lwóweckim, w gminie Lwówek Śląski.

## Opis
Pałac został zburzony w 1948 r. W latach 80. XX wieku, w pobliżu miejsca gdzie stał pałac, wybudowano blok mieszkalny.